# Villeneuve-sous-Charigny
Villeneuve-sous-Charigny är en kommun i departementet Côte-d'Or i regionen Bourgogne-Franche-Comté i östra Frankrike. Kommunen ligger i kantonen Semur-en-Auxois som tillhör arrondissementet Montbard. År 2022 hade Villeneuve-sous-Charigny 87 invånare.

## Befolkningsutveckling
Antalet invånare i kommunen Villeneuve-sous-Charigny
Referens:INSEE